# 클레인 크로퍼드

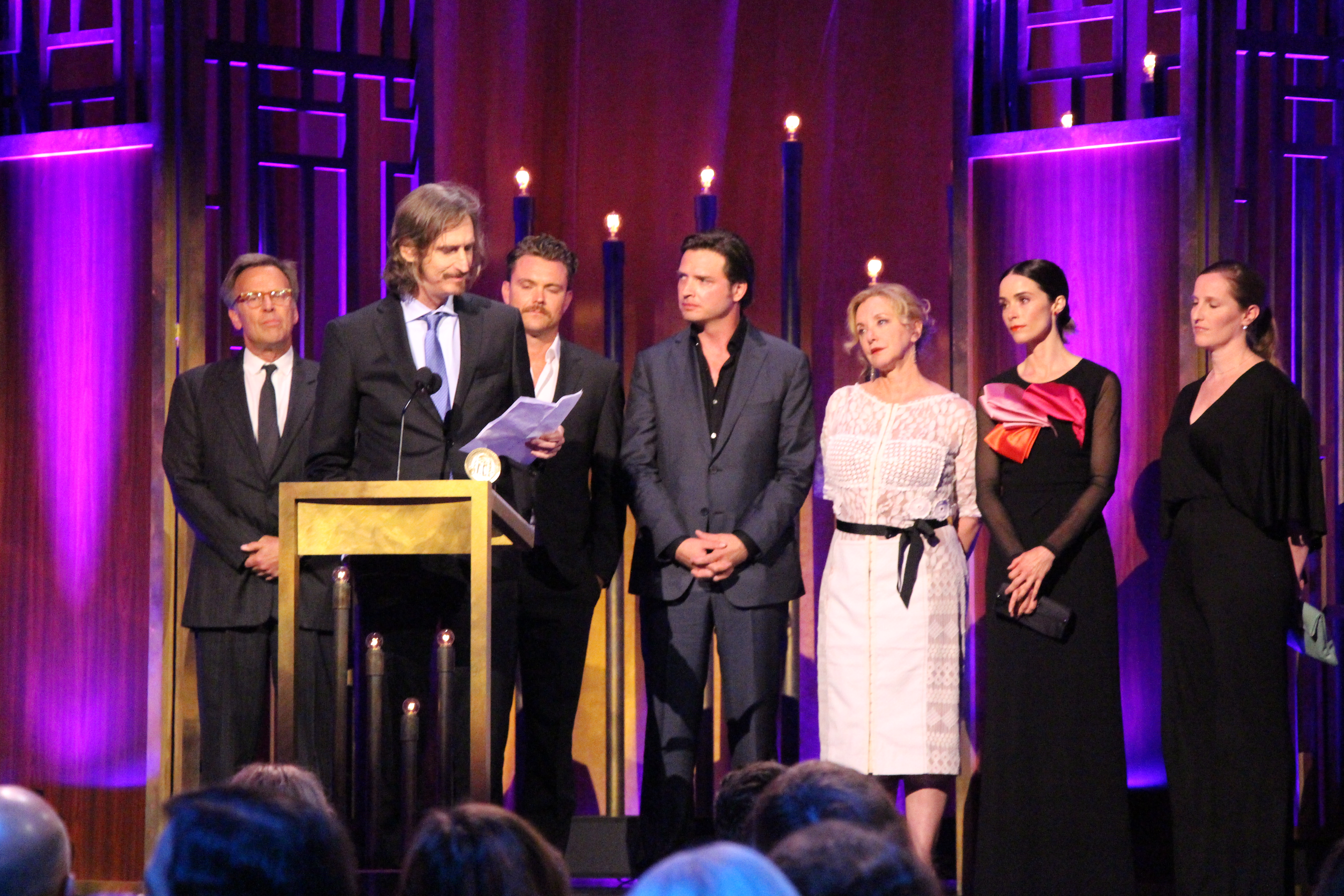

클레인 크로퍼드(영어: Clayne Crawford, 1978년 4월 20일 ~ )는 미국의 배우이다.

## 방송
- 리썰 웨폰 시즌2
- 렉티파이 시즌4
- 리썰 웨폰
- 렉티파이 시즌3
- 렉티파이 시즌2

## 영화
- 팅커 그래디 (2018년) - 그래디 리 주니어 역
- 리썰 웨폰 (2016년)
- 고스트 워 (2016년)
- 컨버젼스 (2015년)
- 어 파이팅 시즌 (2015년)
- 렉티파이 시즌3 (2015년)
- 렉티파이 시즌2 (2014년)
- 렉티파이 시즌1 (2013년)
- 뉴욕 갱스터 (2013년) - 사이먼 역
- 베이타운 디스코 (2012년) - 브릭 우디 역
- 스모킹 에이스 2 (2010년)
- 퍼펙트 호스트 (2010년) - 존 테일러 역
- 온 더 돌 (2007년)
- 필 (2006년)
- 리스트커터스 - 러브 스토리 (2006년)
- 스틸 시티 (2006년)
- 언노운 (2006년)
- 제리코 (2006년)
- 그레이트 레이드 (2005년) - PFC 알드리지 역
- 러브 송 포 바비 롱 (2004년) - 리 역
- 위험한 유혹 (2002년)
- 워크 투 리멤버 (2002년) - 딘 역
- CSI 라스베가스 시즌1 (2000년)
- 로스웰 시즌1 (1999년)